# Роуг Вэлли Роялс
Роуг Вэлли Роялс (англ. Rogue Valley Royals) — молодёжная команда по хоккею с шайбой из Медфорда, штат Орегон. Основана в 2007 году. На протяжении своей истории выступала в различных молодёжных хоккейных лигах Тихоокеанского побережья.
Домашние матчи проводит на арене RRRink.

## История
25 мая 2007 года было объявлено, что в рамках расширения к Северной Тихоокеанской хоккейной лиге (Northern Pacific Hockey League или NorPac), начиная с сезона 2007/08, присоединятся две команды: «Мизула Молерз» и «Роуг Вэлли Рэнглерз». На тот момент лига Norpac в структуре хоккейных лиг США считалась лигой третьего уровня, группа B. Однако 17 июля 2007 года было объявлено, что лиге и всем ее командам будет предоставлен статус третьего уровня, группа А.
В тот же день команда объявила о подписании своего первого игрока, Роберта Рейбера, который позже был обменян в «Юджин Дженералс».
20 февраля 2010 года новыми владельцами команды стали Трой Ирвинг и Форест Секстон. Рэнглерз были переименованы в «Сазерн Орегон Спартанс». Новые владельцы назначили генеральным менеджером и главным тренером команды Стива Челиоса. В тот же вечер болельщикам была представлена команда, новая форма и логотип, и «спартанцы» провели свой первый матч под новым именем. В сезоне 2011/12 «Спартанс» стали чемпионами лиги и завоевали кубок Каскадии (Cascade Cup).
Начиная с сезона 2012/13, «Спартанс» присоединились к Хоккейной лиге западных штатов (WSHL), в рамках которой играли в Северо-Западном дивизионе. В 2019 году франшиза была выставлена на продажу, а затем в июне 2019 года была продана Дилану и Бри Мартин.
В 2020 году «спартанцы» покинули WSHL и присоединились к другой независимой молодёжной хоккейной лиге, Премьер-лиге США по хоккею (USPHL). Из-за местных ограничений вместимости мероприятий в закрытых помещениях в условиях пандемии COVID-19 «спартанцы» начали свой сезон 2020/21, играя на катке под открытым небом. После ужесточения пандемийных ограничений команда была вынуждена завершить сезон после шести игр.
В мае 2021 года The RRRink не стала продлевать договор аренды со «спартанцами» и начала поиск нового арендатора из молодёжных команд.
В августе 2021 года WSHL предоставила Медфорду новую команду, которую назвали «Роуг Вэлли Роялс». После этого «Спартанцы» прекратили свою деятельность. Однако «Роялс» также не сыиграли в WSHL, так каки лига прекратила своё существование в сезоне 2021/22.
В связи с этим «Роялс» присоединились к USPHL.

## Статистика выступлений
| Сезон                              | И  | В  | П  | ВО | ПО | ПБ | О  | ГЗ  | ГП  | Штр   | Позиция                                                                 | Плей-офф |
| ---------------------------------- | -- | -- | -- | -- | -- | -- | -- | --- | --- | ----- | ----------------------------------------------------------------------- | --- |
| Роуг Вэлли Врэнглерз               |    |    |    |    |    |    |    |     |     |       |                                                                         | |
| 2007–08                            | 48 | 3  | 45 | —  | —  | —  | 6  | 130 | 443 | 1,942 | 7-е место из 7, Тихоокеанский дивизион 13-е место из 13, Norpac         | Не попали |
| 2008–09                            | 48 | 1  | 47 | —  | —  | —  | 2  | 80  | 376 | 1,249 | 7-е место из 7, Тихоокеанский дивизион 13-е место из 13, Norpac         | Не попали |
| 2009–10                            | 48 | 8  | 40 | —  | —  | —  | 16 | 127 | 181 | 1,385 | 6-е место из 6, Тихоокеанский дивизион 12-е место из 12, Norpac         | Не попали |
| Саусерн Орегон Спартанс            |    |    |    |    |    |    |    |     |     |       |                                                                         | |
| 2010–11                            | 50 | 36 | 14 | —  | —  | —  | 72 | 280 | 149 | 1,668 | 2-е место из 6, Тихоокеанский дивизион 3-е место из 11, Norpac          | Выиграли полуфинал дивизона, 3–1 (Юджин Дженералз) Проиграли финал дивизиона, 0-3 (Сиэттл Тотемс) |
| 2011–12                            | 42 | 34 | 8  | —  | —  | —  | 68 | 260 | 162 | 1,864 | 2-е место из 7, Norpac                                                  | Выиграли полуфинал дивизона, 3–1 (Йеллоустоун Квейк) Проиграли финал дивизиона, 3-0 (Сиэттл Тотемс) Чемпионы кубка Каскадии |
| 2012–13                            | 46 | 26 | 19 | —  | 1  | 0  | 53 | 172 | 172 | 1,758 | 2-е место из 5, Северо-западный дивизион 8-е место из 22, WSHL          | Выиграли полуфинал дивизона, 2–1 (Огден Мустангс) Проиграли финал дивизиона, 0-2 (Айдахо Стилхэдс) 1–1 в групповом этапе кубка Торна (Thorne Cup) (проигрыщ, 1–10 (Айдахо Стилхэдс), победа, 4–2 (Даллас Айс Джетс) Проиграли полуфинал, 1–3 (Айдахо Стилхэдс) |
| 2013–14                            | 46 | 12 | 30 | —  | 2  | 2  | 28 | 141 | 209 | 1,003 | 5-е место из 6, Северо-западный дивизион 18-е место из 24, WSHL         | Не попали |
| 2014–15                            | 46 | 34 | 11 | —  | 1  | 0  | 79 | 229 | 120 | 1,575 | 3-е место из 7, Северо-западный дивизион 6-е место из 28, WSHL          | Выиграли четвертьфинал дивизона, 2–0 (Сиэттл Тотемс) Проиграли полуфинал дивизиона, 1-2 (Мизула Молерз) |
| 2015–16                            | 52 | 33 | 18 | —  | 1  | —  | 67 | 227 | 184 | 1,395 | 3-е место из 8, Северо-западный дивизион 10-е место из 29, WSHL         | Выиграли четвертьфинал дивизона, 2–0 (Сиэттл Тотемс) Проиграли полуфинал дивизиона, 0-2 (Мизула Молерз) |
| 2016–17                            | 52 | 33 | 15 | —  | 4  | —  | 70 | 205 | 124 | 1,193 | 2-е место из 7, Северо-западный дивизион 10-е место из 27, WSHL         | Проиграли полуфинал дивизиона, 0-2 (Бьютт Кобрас) |
| 2017–18                            | 51 | 12 | 38 | —  | 1  | —  | 25 | 147 | 253 | 1,514 | 6-е место из 6, Северо-западный дивизион 20-е место из 23, WSHL         | Проиграли четвертьфинал дивизиона, 0-2 (Беллингем Блейзерс) |
| 2018–19                            | 51 | 18 | 29 | 2  | 2  | —  | 60 | 214 | 216 | 1,197 | 3-е место из 4, Северо-западный дивизион 14-е место из 29, WSHL         | Проиграли полуфинал дивизиона, 0-2 (Беллингем Блейзерс) |
| 2019–20                            | 50 | 6  | 41 | 2  | 1  | —  | 23 | 101 | 361 | 1,030 | 5-е место из 5, Северо-западный дивизион 19-е место из 20, WSHL         | Не попали |
| 2020–21                            | 6  | 0  | 6  | 0  | 0  | 0  | 0  | 9   | 61  | 145   | 5-е место из 5, Тихоокеанский дивизион 61-е место из 61, USPHL          | Не завершили сезон |
| Роуг Вэлли Роялс - USPHL - Премьер |    |    |    |    |    |    |    |     |     |       |                                                                         | |
| 2022–23                            | 44 | 11 | 30 | 1  | 1  | —  | 24 | 130 | 250 | 630   | 4-е место из 5, Северо-западный дивизион 58-е место из 70, Премьер-лига | Проиграли полуфинал дивизиона, 0-2 (Вернал Ойлерз) |
| 2023–24                            | 44 | 13 | 29 | 2  | -  | —  | 28 | 119 | 227 | 612   | 4-е место из 5, Северо-западный дивизион 45-е место из 61, Премьер-лига | Проиграли полуфинал дивизиона, 0-2 (Вернал Ойлерз) |
| 2024–25                            | 44 | 9  | 34 | 1  | -  | —  | 19 | 91  | 268 | 640   | 5-е место из 7, Северо-западный дивизион 63-е место из 73, Премьер-лига | Не попали |